# Cacia binaluanica
Cacia binaluanica är en skalbaggsart som beskrevs av Stefan von Breuning 1966. Cacia binaluanica ingår i släktet Cacia och familjen långhorningar.
Artens utbredningsområde är Filippinerna. Inga underarter finns listade.